# FC Karin Jerevan
Football Club Karin Jerevan (arménsky: Ֆուտբոլային Ակումբ „Կրրին“ Երևան) byl arménský fotbalový klub sídlící ve městě Jerevan. Klub zanikl v roce 1993.

## Umístění v jednotlivých sezonách
Zdroj:
Legenda: Z – zápasy, V – výhry, R – remízy, P – porážky, VG – vstřelené góly, OG – obdržené góly, +/- – rozdíl skóre, B – body, červené podbarvení – sestup, zelené podbarvení – postup, fialové podbarvení – reorganizace, změna skupiny či soutěže
| Arménie (1992 – 1993) |                       |        |    |    |   |   |    |    |     |    |        |
| Sezóny                | Liga                  | Úroveň | Z  | V  | R | P | VG | OG | +/- | B  | Pozice |
| 1992                  | Aradżin chumb         | 2      | 28 | 16 | 6 | 6 | 71 | 40 | +31 | 38 | 3.     |
| 1993                  | Aradżin chumb – sk. B | 2      | 20 | 10 | 3 | 7 | 36 | 22 | +14 | 23 | 4.     |